# Nadija (rejon bołgradzki)
Nadija (ukr. Надія) – wieś na Ukrainie, w obwodzie odeskim, w rejonie bołgradzkim, w hromadzie Arcyz. W 2001 liczyła 713 mieszkańców, głównie rosyjskojęzycznych.